# Charles Paris
Charles S. “Chuck” Paris (* 25. September 1911; † 19. März 1994 bei Tombstone, Arizona) war ein US-amerikanischer Comiczeichner.

## Leben
Chuck Paris wuchs in Greensboro, North Carolina auf. 1934 ging er nach New York City. Er begann in den 1940er Jahren als hauptberuflicher Comiczeichner zu arbeiten. Obwohl er auch gelegentlich Arbeiten als Bleistiftzeichner ablegte – so die Zeichnungen für die Hefte Batman #42 und #46 – hat er sich im Laufe seiner Karriere überwiegend als Inker (Tuschezeichner) betätigt, der die Überarbeitungen der Bleistiftzeichnungen anderer Künstler mit Tusche besorgt.
In den 1940er Jahren beteiligte Paris sich als Partner von Bob Kane an der visuellen Umsetzung der damals in zahlreichen amerikanischen Tageszeitungen erscheinenden Batman-Comicstrips. In den 1950er und 1960er Jahren tuschte Paris schließlich eine große Zahl von Heften der Serien Batman und Detective Comics, wobei vor allem die Zeichner Sheldon Moldoff und Dick Sprang seine künstlerischen Partner waren. Darüber hinaus war Paris an der Serie Metamorpho beteiligt.
Seit Anfang der 1980er Jahre lebte er in Catalina, Arizona. Er starb an den Folgen eines Autounfalls in der Nähe von Tombstone, Arizona.
| Personendaten    | Personendaten                   |
| ---------------- | ------------------------------- |
| NAME             | Paris, Charles                  |
| ALTERNATIVNAMEN  | Paris, Charles S.; Paris, Chuck |
| KURZBESCHREIBUNG | US-amerikanischer Comiczeichner |
| GEBURTSDATUM     | 25. September 1911              |
| STERBEDATUM      | 19. März 1994                   |
| STERBEORT        | bei Tombstone, Arizona          |